# BOW & ARROWS
『BOW & ARROWS』（ボウ アンド アローズ）は、EXILEの40枚目のシングル。2012年7月25日にrhythm zoneから発売。

## 概要
前作『ALL NIGHT LONG』から1カ月ぶりのシングルで、2カ月連続リリースの第2弾。「CD+DVD」「CDのみ」の2形態で発売。初回仕様がスリーブケース仕様となっている。
DVDには表題曲「BOW & ARROWS」とカップリング曲の「あの空の星のように…」のVideo Clipを収録。カップリング曲のVideo Clip化は「FANTASY」以来となる。「BOW & ARROWS」のミュージックビデオは、2012年度の第16回文化庁メディア芸術祭エンターテインメント部門審査委員会推薦作品。『EXILE TRIBE LIVE TOUR 2012 〜TOWER OF WISH〜』の映像とクリエイターによるアニメの融合を基に構成されている。クリエイターは神風動画が担当。

## 収録曲

### CD
1. BOW & ARROWS [5:12]
作詞：michico / 作曲：T.Kura, michico / 編曲：T.Kura
  - 富士通「ARROWS」ブランドイメージソング[5]
2. あの空の星のように… [4:59]
作詞：ATSUSHI / 作曲：Arno Lucas, Jerome Dufour, Kenji Sano / 編曲：Yuta Nakano
  - 富士通「FMV」ブランドイメージソング
3. BOW & ARROWS (Instrumental)
4. あの空の星のように… (Instrumental)

### DVD
※CD+DVDのみ
1. BOW & ARROWS (Video Clip)
2. あの空の星のように… (Video Clip)

## カバー
BOW & ARROWS
- THE RAMPAGE from EXILE TRIBE（2021年、シングル『THE RAMPAGE FROM EXILE』収録）